# حاسوب الترانزستور
حاسوب الترانزستور (بالإنجليزية: Transistor computer)‏ يُشار إليه إيضاً باسم حاسوب الجيل الثاني، هو نوع من الحواسيب التي تعتمد على الترانزستورات المنفصلة بدلًا من الصمامات المفرغة. وكانت الحواسيب الإلكترونية في الجيل الأول تعتمد على الصمامات المفرغة، التي كانت تُصدر كميات كبيرة من الحرارة، وتتميّز بالحجم الكبير وقلة الاعتمادية.
ظهر حاسوب الترانزستور في أواخر خمسينيات القرن العشرين، واستُخدم على نطاق واسع خلال عقد الستينيات. وتميّز هذا النوع من الحواسيب باستخدام لوحات دوائر تحتوي على ترانزستورات فردية، بالإضافة إلى ذاكرة مغناطيسية النواة، مما أدى إلى تحسينات كبيرة في الكفاءة، وتقليل الحجم، وزيادة الموثوقية مقارنة بالحواسيب السابقة.
ظل هذا التصميم مهيمناً حتى أواخر الستينيات، حين بدأ استخدام الدوائر المتكاملة، وهو ما مهد لظهور الجيل الثالث من الحواسيب.

## نبذة تاريخية
أصبح حاسوب الترانزستور التجريبي في جامعة مانشستر قيد التشغيل لأول مرة في نوفمبر 1953، ويُعتقد على نطاق واسع أنه أول حاسوب ترانزستور شُغل في العالم. وجرى تطوير نسختين من هذا الحاسوب: النموذج الأولي، الذي بدأ تشغيله في عام 1953، والنسخة الكاملة، التي وُضعت قيد التشغيل في أبريل عام 1955.
احتوى الجهاز الذي أُنتج عام 1953 على 92 ترانزستور التلامس النقطي و550 صمام ثنائي، وقد صُنعت جميعها بواسطة شركة الهواتف والبرقيات القياسية. وكان طول الكلمة في هذا الحاسوب يبلغ 48 خانة. أما الجهاز الذي أُنتج عام 1955، فقد احتوى على 200 ترانزستور و1300 صمام ثنائي، مما أدى إلى استهلاك طاقة قدرة 150 واط. وقد واجهت هذه الأجهزة في بداياتها مشاكل كبيرة في الموثوقية، نتيجة لانخفاض جودة الترانزستورات المتوفرة آنذاك، حيث لم يتجاوز متوسط مدة التشغيل بدون أخطاء في عام 1955 ساعة ونصف تقريبًا.كما استخدم حاسوب الترانزستور عددًا قليلاً من الصمامات المفرغة في وحدة توليد التوقيت، ولذلك لم يكن أول جهاز يعمل بالكامل بالترانزستورات.
تبنّت شركة ميتروبوليتان فيكرز في مانشستر تصميم النسخة الكاملة من الحاسوب، ولكنها استبدلت جميع الدوائر الإلكترونية فيه بترانزستورات ثنائية القطب. وأُطلق على النسخة التجارية منه اسم ميتروفيك 950، وصُنِع منها ما بين ستة إلى سبعة أجهزة ابتداءً من عام 1956، وقد استُخدمت جميعها لأغراض تجارية داخل الشركة أو في إطار الاستخدام الداخلي.

### أجهزة حاسوب أخرى
خلال منتصف خمسينيات القرن العشرين، ظهرت سلسلة من الأجهزة المماثلة، من بينها جهاز مختبرات بل المعروف باسم ترايدك، والذي اكتمل في يناير 1954، وكان يستخدم مضخمًا واحدًا عالي القدرة بأنبوب مفرغ لتوفير طاقة الساعة بسرعة واحد ميغاهرتز. ويُعد أول حاسوب يعمل بالكامل بالترانزستورات إما جهاز هاروِل كاديت، الذي بدأ تشغيله في فبراير 1955، على الرغم من أن هذا التقدم جاء على حساب السرعة، إذ لم تتجاوز سرعة الجهاز 58 كيلوهرتز، أوالآلة الحاسبة النموذجية التي طورتها شركة آي بي إم باستخدام الترانزستورات.
زعمت شركة بوروز أن حاسوب التوجيه من طراز مود1، المستخدم في صاروخ أطلس الباليستي عابر القارات ونظام ثور إيبل، والذي سلمته إلى سلاح الجو الأمريكي في قاعدة رأس كانافيرال لإطلاق الصواريخ في شهر يونيو من عام 1957، هو أول حاسوب ترانزستور في العالم. وفي عام 1956، طور مختبر لينكولن التابع لمعهد ماساتشوستس للتقانة حاسوب ترانزستور عُرف باسم تي إكس-صفر.
في وقت لاحق، دخلت حواسيب ترانزستورية أخرى حيّز التشغيل في كل من اليابان في يوليو عام 1956 من خلال حاسوب إي تي إل مارك 3، وفي كندا عام 1957 من خلال حاسوب دي آر تي إي، وفي النمسا في مايو عام 1958 من خلال حاسوب مايلويفترل، وكانت هذه أول حواسيب الترانزستور في كل من آسيا وكندا وأوروبا على التوالي.